# MagSafe (беспроводное зарядное устройство)
MagSafe — запатентованный стандарт беспроводной передачи питания и крепления аксессуаров, разработанный Apple Inc. для своих линеек продуктов iPhone и AirPods. Он был анонсирован 13 октября 2020 года одновременно с  iPhone 12 и 12 Pro. Стандарт обеспечивает мощность питания до 15 Вт и совместим со стандартом Qi мощностью до 7,5 Вт. Разъем также позволяет подключать аксессуары, не связанные с зарядным устройством, такие как держатели карт и чехлы, с которыми обеспечивается связь через встроенный NFC-интерфейс. В круглом контакте зарядного устройства используется редкоземельный магнит. 
В 2020 году Apple выпустила два зарядных устройства, использующих стандарт MagSafe: MagSafe Charger, одиночную зарядную площадку для iPhone, и MagSafe Duo Charger, коврик для зарядки с MagSafe и зарядным устройством Apple Watch. Apple также предоставила другим компаниям лицензию на стандарт MagSafe для разработки зарядных устройств и чехлов. В 2021 году Apple выпустила аккумулятор MagSafe и добавила функцию зарядки MagSafe для AirPods и AirPods Pro.

## История
В 2017 году Apple объявила, что они работают над устройством под названием AirPower, которое представляет собой беспроводной зарядный коврик, способный одновременно заряжать iPhone, AirPods и Apple Watch (который использует фирменную беспроводную систему зарядки) в любом месте, куда положат устройства. Однако он был отменен в начале 2019 года из-за проблем с перегревом многих перекрывающихся катушек.
Apple выпустила зарядное устройство MagSafe 2 в 1 под названием MagSafe Duo, которое содержит зарядное устройство MagSafe с левой стороны и зарядное устройство Apple Watch с подвижным основанием с правой стороны. Зарядное устройство MagSafe Duo также можно сложить, когда оно не используется.
Apple также внедрила MagSafe в свою линейку чехлов и других аксессуаров, включая кожаные кошельки. Apple упоминает, что зарядное устройство MagSafe может работать через их чехлы, а аксессуары, такие как кожаный бумажник, также могут магнитно прикрепляться к задней части их чехлов. Apple также упоминает, что кожаные кошельки экранированы для защиты кредитных карт от редкоземельных магнитов, используемых в этих аксессуарах, хотя и предупреждает, что кредитные карты не должны помещаться между iPhone и зарядным устройством MagSafe.
В 2020 году Apple возродила бренд MagSafe, но уже с совершенно другим назначением: теперь это линейка аксессуаров для iPhone 12. В неё входят чехлы и беспроводные зарядные устройства, крепящиеся к смартфону на магниты. Кроме iPhone 12 MagSafe совместим с моделями iPhone, поддерживающие беспроводную зарядку (начиная с iPhone 8). Магнитное совмещение (закрепление зарядки встроенными магнитами) предусмотрено только на моделях iPhone 12 и выше.
Зарядное устройство MagSafe также работает со всеми другими устройствами, использующими метод беспроводной зарядки Qi, но их необходимо будет выровнять вручную, так как эти устройства не имеют встроенного массива магнитов, которые  обеспечивают правильное позиционирование заряжаемого устройства.
Зарядное устройство MagSafe для iPhone представляет собой 1-метровый кабель USB-C, прикрепленный к диску из алюминия и мягкого полиуретана, который содержит перерабатываемые редкоземельные магниты, окруженные катушкой беспроводной зарядки Qi. Магниты позволяют зарядному устройству MagSafe автоматически выравниваться и прикрепляться непосредственно к магнитам, окружающим катушку беспроводной зарядки Qi внутри задней панели iPhone 12 серии. Он обеспечивает мощность до 15 Вт на iPhone 12, iPhone 12 Pro и iPhone 12 Pro Max, а также 12 Вт на iPhone 12 mini. Механизм зарядки очень похож на зарядное устройство, используемое для беспроводной зарядки Apple Watch.
MagSafe для iPhone предназначался для решения той проблемы, что смартфоны могут не быть должным образом сориентированы относительно стандартного беспроводного зарядного устройства, а это может привести к падению эффективности процесса зарядки или полной его остановки. MagSafe — это первое коммерчески доступное беспроводное зарядное устройство Qi производства Apple, которое сменило никогда не выпускавшийся коврик для зарядки AirPower.

## Поддерживающие устройства
Поддержка ограничена iPhone 12 и новее, кроме iPhone SE (3-го поколения):
- iPhone 12 и iPhone 12 mini
- iPhone 12 Pro и iPhone 12 Pro Max
- iPhone 13 и iPhone 13 mini
- iPhone 13 Pro и iPhone 13 Pro Max
- iPhone 14 и iPhone 14 Plus
- iPhone 14 Pro и iPhone 14 Pro Max
- iPhone 15 и iPhone 15 Plus
- iPhone 15 Pro и iPhone 15 Pro Max
- MagSafe Charging Case для AirPods (3-е поколение)
- MagSafe Charging Case для AirPods Pro (1-е поколение, выпущенное после октября 2021 года, и 2-е поколение)

## Критика
Ряд исследователей отмечал, что при ношении в кармане рубашки, встроенный интерфейс MagSafe iPhone способен нештатно взаимодействовать на некоторые модели кардиостимуляторов. 
Несмотря на заявления Apple Inc о том, что iPhone 12 нового поколения не представляет большего риска магнитных помех по сравнению с iPhone старшего поколения, исследования показали, что риск всё же существует и требует информирования тех пациентов, которых он может затронуть.